# ハートブレイク急行
「ハートブレイク急行」（ハートブレイクきゅうこう）は、1976年10月21日にCBS・ソニー（現：ソニー・ミュージックレーベルズ）から発売されたフォーリーブスの32枚目のシングルである。

## 収録曲
1. ハートブレイク急行
作詞:阿久悠、作曲:井上忠夫、編曲:井上忠夫、いしだかつのり
2. ルージュ
作詞:阿久悠、作曲:井上忠夫、編曲:井上忠夫